# Thiereckstraße
Koordinaten: 48° 8′ 14,7″ N, 11° 34′ 25″ O
Die Thiereckstraße in München liegt in der Altstadt und verläuft von der Kaufingerstraße zur Sporerstraße an der Südostecke des Frauenplatzes.

## Geschichte
Die Straße wurde nach dem Schatzmeister, Hofkammerrat und Wohltäter Karl-Joseph von Thiereck benannt, dem zu Anfang des 19. Jahrhunderts das Eckgebäude an dieser Straße gehörte. Der Optiker und Physiker Joseph von Fraunhofer lebte im Haus Thiereckstraße 3 beim Spiegelmacher und Zierraten-Glasschleifer Philipp Anton Weichselberger, wo er eine Spiegelschleiferlehre absolvierte. Dort überlebte er im Alter von 14 Jahren in einer aufsehenerregenden Rettung 1801 den Einsturz des Hauses seines Lehrherrn. Zum Andenken wurde 1983 eine Gedenktafel am Gebäude angebracht.

## Lage
Die Thiereckstraße verläuft von der Kaufingerstraße zur Sporerstraße an der Südostecke des Frauenplatzes. Historisch wurde der Name als „Straße“ belassen, obwohl sie eher einer Passage ähnelt, deren Eingang in einem Art Haustor des Gebäudes Kaufingerstraße 8 und Kaufingerstraße 10 beginnt. Ein freistehendes Straßenschild in der Kaufingerstraße weist auf die sonst nicht erkennbare Thiereckstraße hin. In der Thiereckstraße 2 befand  sich das  Wachsgeschäft Der Wachszieher am Dom, das Ende 2022 nach 160 Jahren geschlossen werden musste. 

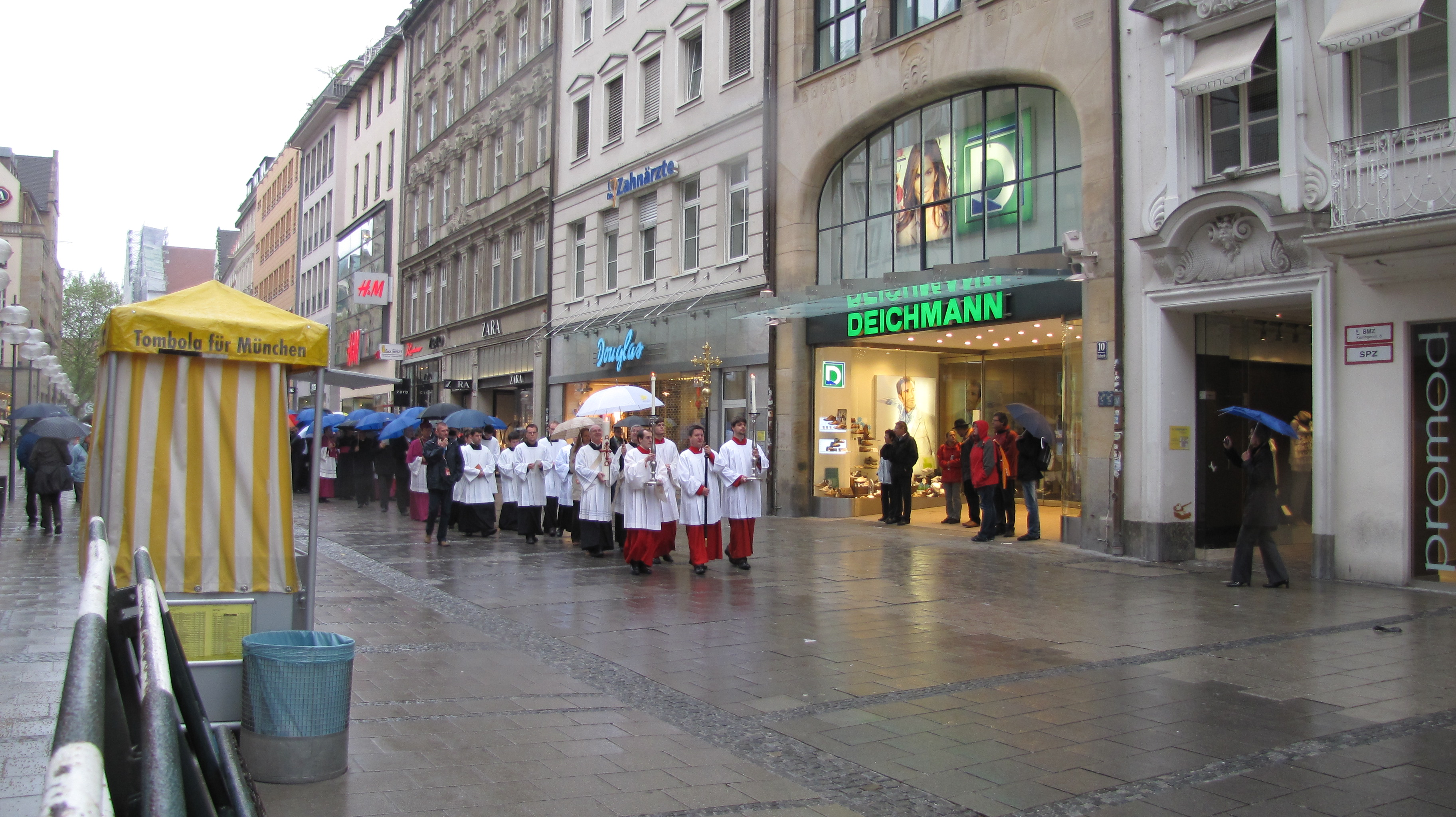
Das Eingangstor zur Thiereckstraße rechts neben dem Schuhgeschäft Deichmann in der Kaufingerstraße 8
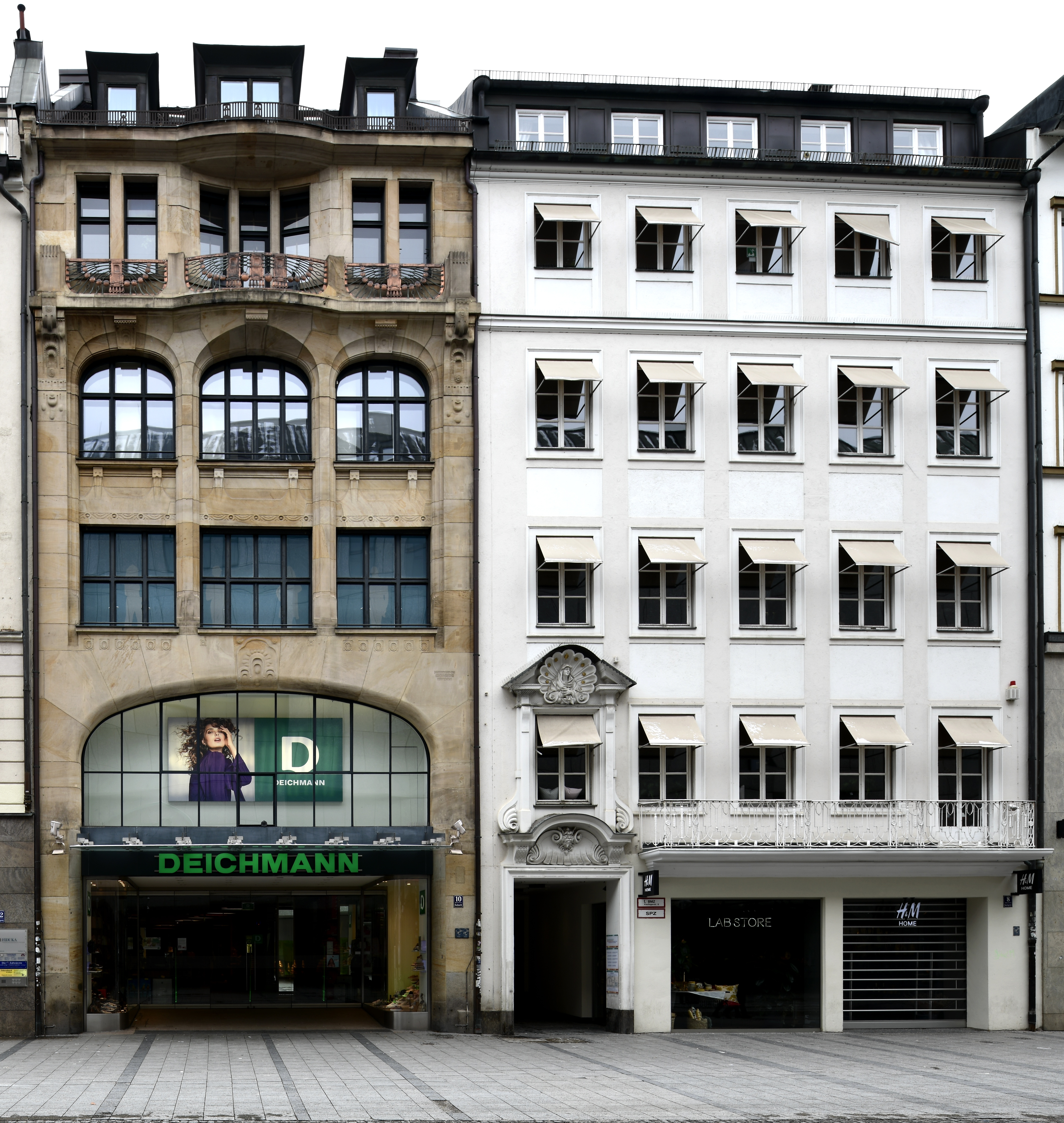
Eingangstor zur Thiereckstraße aus Sicht der Kaufingerstraße
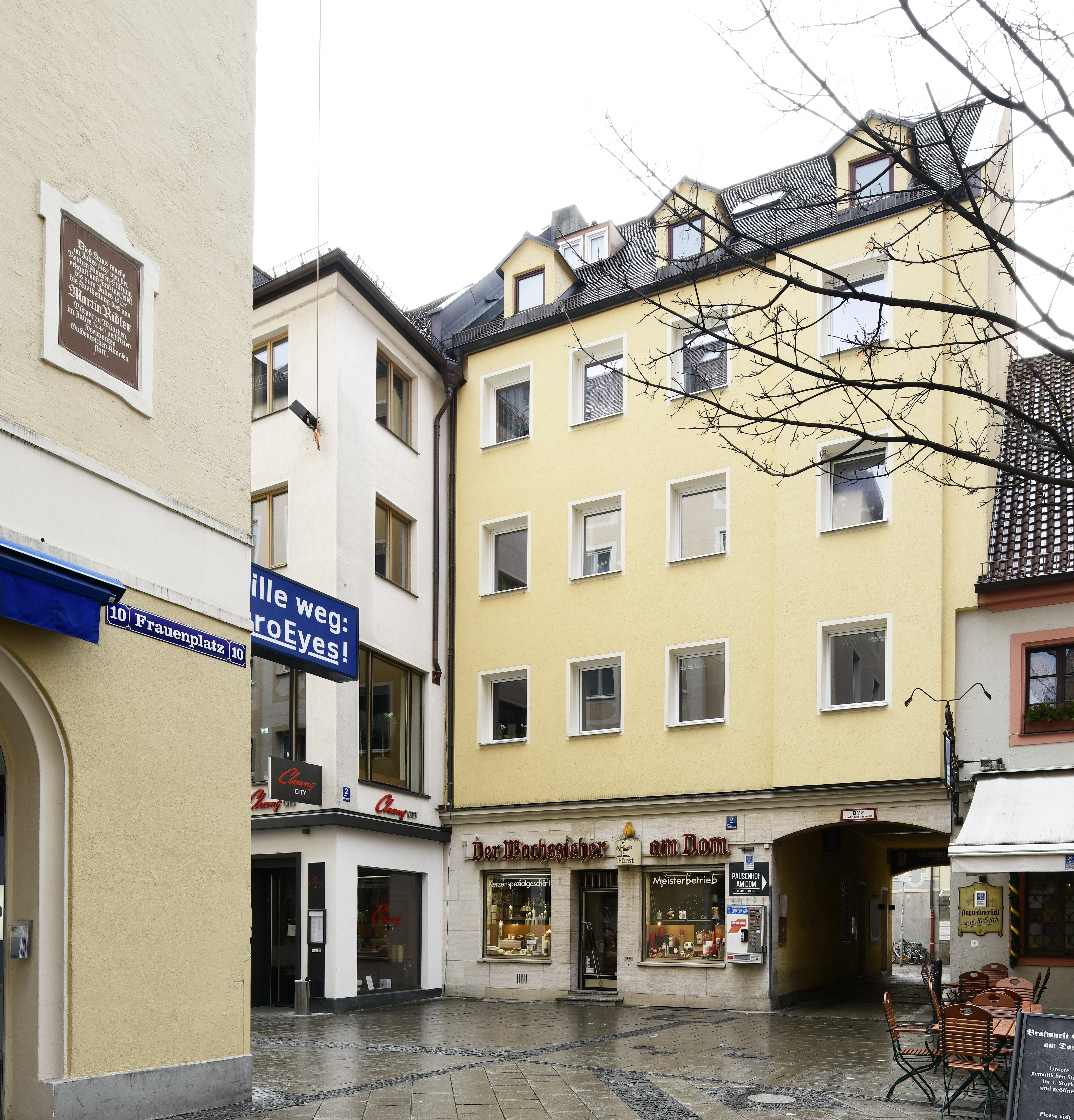
Eingangstor zur Thiereckstraße vom Frauenplatz aus gesehen. Bis 2022 mit Wachszieher am Dom
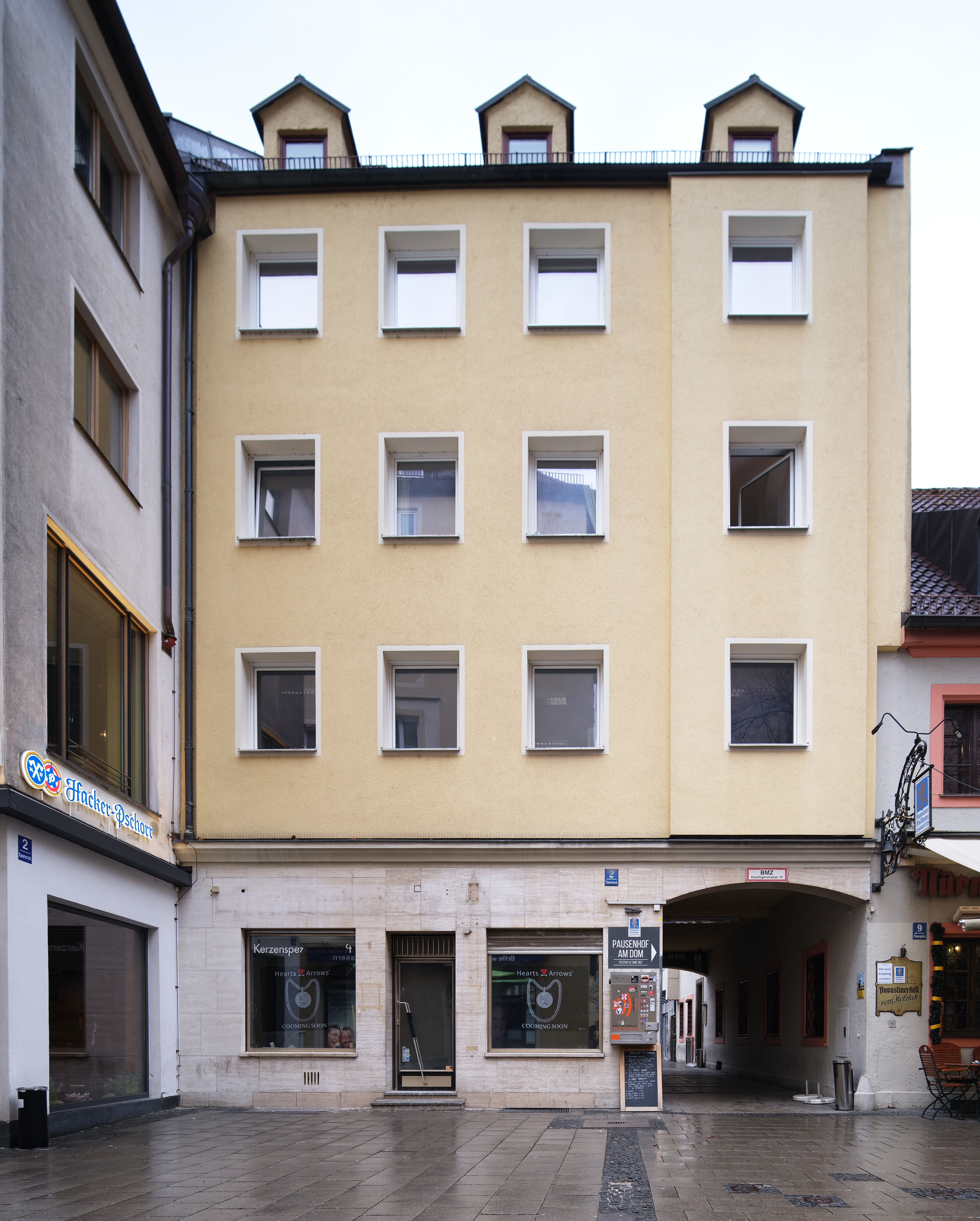
Ab 2023 ohne Wachszieher am Dom
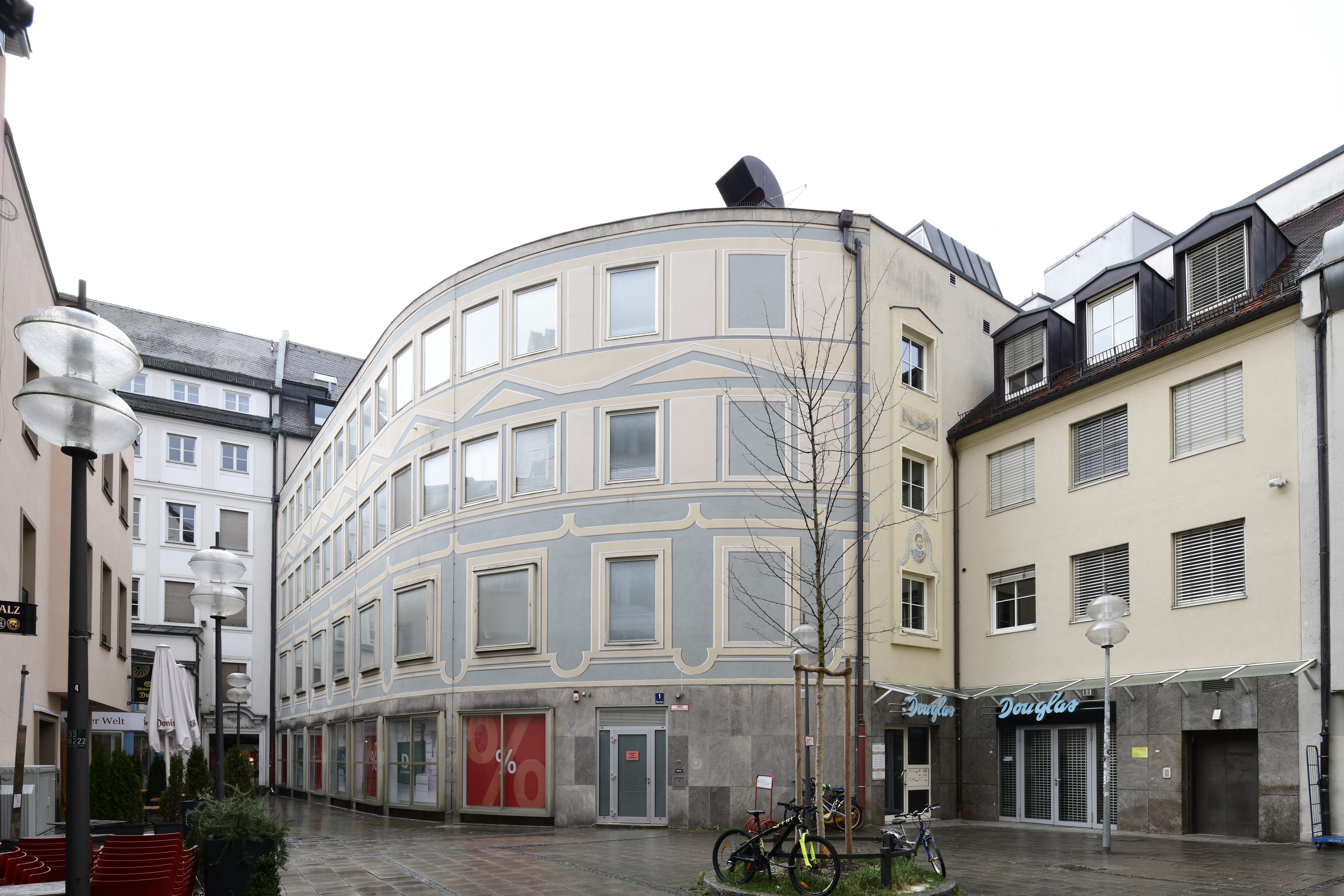
Neubau am Frauenplatz neben dem Eingang zur Thiereckstraße
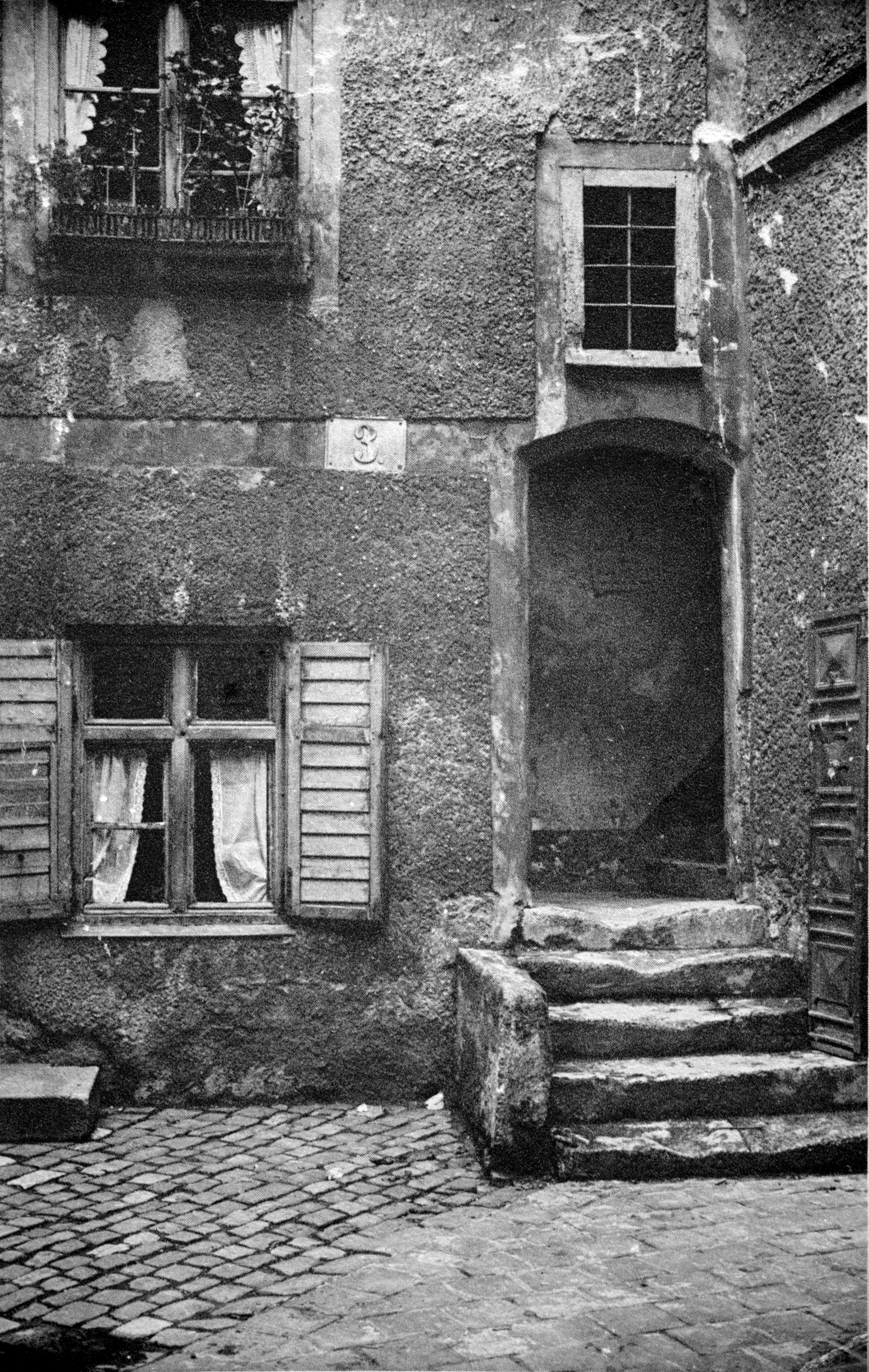
Hintereingang Thiereckstr 3, um 1915
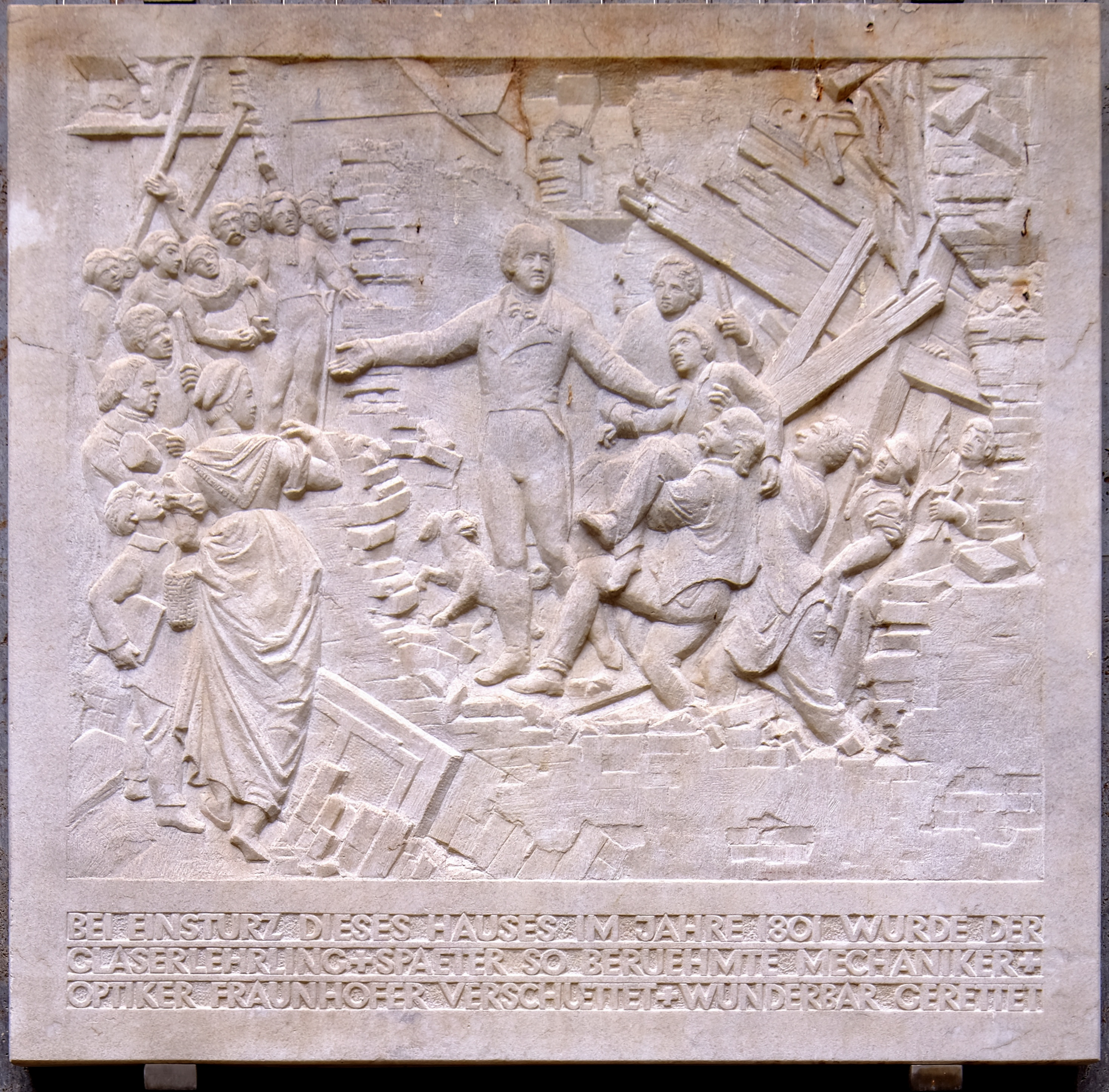
Gedenktafel an die Errettung Fraunhofers aus dem eingestürzten Gebäude